# Luis Alberto
Luis Alberto Romero Alconchel (* 28. září 1992 San José del Valle), známý jako Luis Alberto, je španělský profesionální fotbalista, který hraje na pozici středního záložníka za italský klub SS Lazio. V roce 2017 odehrál také 1 utkání v dresu španělské reprezentace.

## Klubová kariéra

### Sevilla
Alberto je odchovancem španělské Sevilly, v jejímž dresu debutoval 16. dubna 2011 v ligovém utkání proti Getafe CF (výhra 1:0).

#### FC Barcelona (hostování)
V srpnu 2012 odešel Alberto na roční hostování s opcí do katalánské Barcelony. 2. září debutoval v rezervním týmu, kdy odehrál dvě minuty při domácím vítězství 2:0 nad CE Sabadell FC. V průběhu sezóny 2012/13 se stal druhým nejlepším střelcem barcelonského "béčka" za Gerardem Deulofeuem. Alberto se nedokázal prosadit do prvního týmu a na konci sezóny se vrátil zpátky do Sevilly.

### Liverpool
V roce 2013 přestoupil do anglického Liverpoolu. Luis Alberto debutoval v Premier League 1. září 2013, kdy odehrál posledních sedm minut utkání proti Manchesteru United, když vystřídal Philippeho Coutinha.
Dne 26. června 2014 byl Luis Alberto zapůjčen na roční hostování do Málagya 5. července 2015 se Luis Alberto dohodl na hostování v jiném španělském klubu, a to v Deportivu de La Coruña.

### Lazio
V srpnu 2016 přestoupil za 4 miliony eur do Lazia hrajícího Serii A. Poté, co se stal klíčovým hráčem klubu podepsal v únoru 2018 novou smlouvu do léta 2022. V roce 2019 vyhrál s klubem Coppa Italia 2018/2019 a na začátku následující sezóny zdvihl nad hlavu také trofej z Supercoppa italiana 2019.
V květnu 2020 pak prodloužil svůj kontrakt v Laziu do roku 2025.

## Reprezentační kariéra
Luis Alberto si 5. února 2013 odbyl debut ve španělské reprezentaci do 21 let, když v přátelském utkání proti Belgii vystřídal v polovině druhého poločasu Paca Alcácera z Valencie CF. V seniorské reprezentaci se poprvé objevil 11. listopadu 2017, kdy odehrál posledních 16 minut při přátelském utkání proti Kostarice (5:0).

## Statistiky

### Klubové
K 19. lednu 2023
| Klub              | Sezóna  | Liga           | Liga   | Liga | Národní pohár | Národní pohár | Ligový pohár | Ligový pohár | Evropské poháry | Evropské poháry | Ostatní | Ostatní | Celkem | Celkem |
| Klub              | Sezóna  | Liga           | Zápasy | Góly | Zápasy        | Góly          | Zápasy       | Góly         | Zápasy          | Góly            | Zápasy  | Góly    | Zápasy | Góly   |
| ----------------- | ------- | -------------- | ------ | ---- | ------------- | ------------- | ------------ | ------------ | --------------- | --------------- | ------- | ------- | ------ | ------ |
| Sevilla           | 2010/11 | La Liga        | 2      | 0    | 1             | 0             | —            | —            | —               | —               | —       | —       | 3      | 0      |
| Sevilla           | 2011/12 | La Liga        | 5      | 0    | 1             | 0             | —            | —            | —               | —               | —       | —       | 6      | 0      |
| Sevilla           | Celkem  | Celkem         | 7      | 0    | 2             | 0             | —            | —            | —               | —               | —       | —       | 9      | 0      |
| Liverpool         | 2013/14 | Premier League | 9      | 0    | 2             | 0             | 1            | 0            | —               | —               | —       | —       | 12     | 0      |
| Málaga (host.)    | 2014/15 | La Liga        | 15     | 2    | 5             | 0             | —            | —            | —               | —               | —       | —       | 20     | 2      |
| Deportivo (host.) | 2015/16 | La Liga        | 29     | 6    | 2             | 0             | —            | —            | —               | —               | —       | —       | 31     | 6      |
| Lazio             | 2016/17 | Serie A        | 9      | 1    | 1             | 0             | —            | —            | —               | —               | —       | —       | 10     | 1      |
| Lazio             | 2017/18 | Serie A        | 34     | 11   | 3             | 0             | —            | —            | 9               | 1               | 1       | 0       | 47     | 12     |
| Lazio             | 2018/19 | Serie A        | 27     | 4    | 5             | 1             | —            | —            | 5               | 1               | —       | —       | 37     | 6      |
| Lazio             | 2019/20 | Serie A        | 36     | 6    | 0             | 0             | —            | —            | 4               | 0               | 1       | 1       | 41     | 7      |
| Lazio             | 2020/21 | Serie A        | 34     | 9    | 0             | 0             | —            | —            | 6               | 0               | —       | —       | 40     | 9      |
| Lazio             | 2021/22 | Serie A        | 34     | 5    | 2             | 0             | —            | —            | 8               | 0               | —       | —       | 44     | 5      |
| Lazio             | 2022/23 | Serie A        | 15     | 3    | 1             | 0             | —            | —            | 4               | 1               | —       | —       | 20     | 4      |
| Lazio             | Celkem  | Celkem         | 189    | 39   | 12            | 1             | —            | —            | 36              | 3               | 2       | 1       | 239    | 44     |
| Celkem            | Celkem  | Celkem         | 249    | 47   | 23            | 1             | 1            | 0            | 36              | 3               | 2       | 1       | 311    | 52     |

### Reprezentační
| Španělsko | Španělsko | Španělsko |
| Rok       | Zápasy    | Góly      |
| --------- | --------- | --------- |
| 2017      | 1         | 0         |
| Celkem    | 1         | 0         |

## Ocenění

### Klubová

#### Lazio
- Coppa Italia: 2018/19[18]
- Supercoppa Italiana: 2017,[19] 2019[20]

### Individuální
- Tým roku Serie A: 2019/20[21]
- Hráč měsíce v Serii A: únor 2020[22]